# Cape Sverre
Cape Sverre är en udde i Kanada.   Den ligger i territoriet Nunavut, i den norra delen av landet, 3 800 km norr om huvudstaden Ottawa.
Terrängen inåt land är platt. Havet är nära Cape Sverre åt nordväst. Trakten runt Cape Sverre är nära nog obefolkad, med mindre än två invånare per kvadratkilometer.. Det finns inga samhällen i närheten.
Trakten runt Cape Sverre är permanent täckt av is och snö.